# كاشف كولنز
كاشف كولنز هو مزيج معقّد من ثلاثي أكسيد الكروم مع البيريدين في ثنائي كلورو الميثان)،  ويوجد في الشروط القياسية على شكل بلورات حمراء اللون.
يستخدم الكاشف في الكيمياء في تفاعلات الأكسدة العضوية؛ وهو ينسب إلى الكيميائي J. C. Collins الذي حضره لأول مرة سنة 1968.

## التحضير
يحضر الكاشف من مزج المكونات: ثلاثي أكسيد الكروم والبيريدين وثنائي كلورو الميثان؛
{\displaystyle \mathrm {2\ Py\ +\ CrO_{3}\ {\xrightarrow {CH_{2}Cl_{2}}}\ \ Py_{2}\ \cdot \ CrO_{3}} }
إلا ان هذا التفاعل خطر، ويمكن أن تشتعل المكونات.

## الخواص
يعد المركب من المؤكسدات القوية؛ إلا أن سميته مرتفعة بسبب احتوائه على عنصر الكروم.

## الاستخدامات
يستخدم الكاشف في أكسدة الكحولات إلى ألدهيدات:

## اقرأ أيضاً
- كاشف ولينز
- كاشف بندكت
- كاشف كورنفورث
- ملح راينكه